# Teemu Selänne
Teemu Selänne (* 3. července 1970, Helsinki, Finsko) je bývalý finský profesionální hokejista, který naposledy hrál severoamerickou NHL za tým Anaheim Ducks.
Řadu let patřil k elitním útočníkům soutěže. Svou hrou založenou na rychlém bruslení si vysloužil přezdívku "Finský blesk". U příležitosti 100. výročí NHL byl v lednu 2017 vybrán jako jeden ze sta nejlepších hráčů historie ligy. Je třetím nejproduktivnějším Evropanem v dějinách NHL.

## Klubová kariéra
Teemu Selänne zahájil svou profesionální kariéru v týmu finské ligy Jokerit Helsinky, kde hrál v letech 1988 až 1992. V roce 1988 byl draftován jako číslo 10 do týmu NHL Winnipeg Jets. V NHL debutoval v sezóně 1992/1993. Vstup do soutěže měl impozantní - v prvním utkání zaznamenal dvě asistence, ve druhém poprvé skóroval, v pátém vstřelil svůj první hattrick a po dvanácti utkáních měl na svém kontě již 11 gólů. Ve své první sezóně zaznamenal neuvěřitelné čtyři hattricky a jeden čtyřgólový zápas. Na konci sezóny měl na kontě 76 gólů a 132 bodů, čímž vysoce překonal historické nováčkovské rekordy. Tyto jsou také dodnes platné a nikdo se těmto číslům nepřiblížil. Nutno dodat, že pro Selänneho to byla také nejpovedenější sezóna v jeho kariéře, kterou, co do produktivity, již nenapodobil. Po zásluze získal Calder Memorial Trophy pro nejlepšího nováčka, byl jmenován do prvního All star týmu a zahrál si exhibiční utkání hvězd. V další sezóně jeho produktivita klesla, zaznamenal 54 bodů, když musel 33 utkání vynechat kvůli zranění Achillovy šlachy. Během výluky v sezóně 1994/1995 se vrátil do Jokeritu a pomohl svému mateřskému klubu k vítězství v hokejovém Poháru mistrů evropských zemí.
V následujícím ročníku NHL se jeho produktivita opět zvedala, vedl se 72 body klubové hodnocení, když byl vyměněn do Anaheim Mighty Ducks. V tomto klubu strávil největší část své kariéry. Výměna mu velmi prospěla, nastupoval v útoku s Paulem Kariyou, s nímž si velmi rozuměl. V další sezóně (1996/1997) zaznamenal 109 bodů a jejich vzájemná spolupráce (Kariya jich přidal 99) vynesla Anaheimu historicky první postup do play-off. Přestože byl klub kritizován, že jde o tým jediné útočné řady, dokázal postoupit do druhého kola, kde ztroskotal na Detroitu, pozdějších vítězech Stanley Cupu. Selänne byl podruhé v kariéře jmenován do prvního All star týmu.
V sezóně 1997/1998 nastřílel Selänne 52 branek a s Petrem Bondrou se dělil o pozici nejlepšího střelce ligy. Když o rok později NHL zavedla oficiální cenu pro nejlepšího střelce - Maurice Richard Trophy, stal se s 47 góly jejím prvním vítězem. V následujících sezónách jeho produktivita mírně poklesla, přesto byl nejproduktivnějším hráčem klubu. Týmu se však nedařilo, dvakrát skončil před branami play-off. V březnu 2001, když Anaheim spadl na poslední místo konference, přišla výměna do San Jose Sharks za Jeffa Friesena, Steva Shieldse a výběr v druhém kole draftu 2003. V San Jose strávil další dvě sezóny, jeho produktivita však nijak nevynikala a klub se po ztrátě šancí na play-off v sezóně 2002/2003 jej pokusil vyměnit do New Jersey. Selänne však využil práva výměnu zablokovat. Po sezóně pak odešel do Colorado Avalanche, kde se sešel opět s Paulem Kariyou. Colorado si od jejich spolupráce slibovalo šanci na zisk Stanley Cupu, pro Selänneho však sezóna i vinou zdravotních problémů dopadla katastrofálně. Nasbíral jen 16 gólů a celkem 32 bodů - nejméně v kariéře a propadl se až do čtvrtého útoku. Další rok byla v NHL výluka, kterou využil k léčení zranění.
Po návratu do NHL podepsal jednoletou smlouvu s Anaheimem. Jeho produktivita výrazně vzrostla, se 40 góly a 90 body byl nejproduktivnějším hráčem týmu, který pak v play-off dosáhl na finále Západní konference. Během sezóny překonal hranici tisíce bodů v základní části. V ročníku 2006/2007 svou produktivitu ještě vylepšil (48 gólů 94 bodů) a překonal další milníky - 1000 utkání či 500 gólů v základní části, i několik klubových rekordů. Byl spolu s Ryanem Getzlafem a Corey Perrym hlavním tahounem a poprvé v kariéře si zahrál finále Stanley Cupu. Anaheim v pěti utkáních porazil Ottawu Senators a Selänne poprvé v kariéře dosáhl na Stanley Cup. Poté zvažoval ukončení kariéry, ale rozhodl se pokračovat v Anaheimu a i po skončení dalších sezón si bral čas na rozmyšlenou. Nakonec vydržel do nezvykle vysokého věku. Již jako čtyřicátník v sezóně 2010/2011 zaznamenal vynikajících 80 bodů, v další sezóně se stal nejstarším hráčem, který odehrál všechna utkání základní části (v sezóně 2013/14 ovšem tento rekord překonal Jaromír Jágr, který byl dokonce o jeden rok starší). Jeho produktivita očekávaně klesala, před startem sezóny 2013/2014 oznámil, že bude jeho poslední. V úvodu se zranil, vynechal několik utkání a zaznamenal celkem 27 bodů. Poslední utkání základní části odehrál 13. dubna 2014 proti Colorado Avalanche. Dočkal se velkého aplausu a byl jmenován první, druhou i třetí hvězdou utkání. Za svou kariéru v základní části nasbíral 1457 bodů, což znamená historicky 16. místo, je druhým mezi evropskými hráči za Jaromírem Jágrem a je nejlepším Finem. V historickém pořadí střelců je s 684 góly dvanáctý.

## Reprezentační kariéra
Ve své bohaté reprezentační kariéře se účastnil šestkrát olympijských her, čím je spoludržitelem rekordu. Má na svém kontě čtyři olympijské medaile - bronzovou z roku 1998, stříbrnou z roku 2006 a další dvě bronzové z let 2010 a 2014. Zaznamenal také výrazná individuální ocenění a zápisy - v roce 1992 byl se sedmi góly nejlepším střelcem, v roce 1998 s 10 body nejproduktivnějším hráčem, v roce 2006 (6 gólů, 11 bodů) vyhlášen nejlepším útočníkem a členem all-star týmu a v roce 2014 vyhlášen nejužitečnějším hráčem turnaje. Se 43 kanadskými body je nejproduktivnějším hráčem olympijské historie. Je také nejstarším hráčem, který vybojoval olympijskou hokejovou medaili.
Z mistrovství světa má jednu stříbrnou a jednu bronzovou medaili. Zlato z vrcholné reprezentační akce mu tak v bohaté sbírce schází.

## Přehled hráčské kariéry
- 1987-92 Jokerit Helsinky (Finsko)
- 1992-96 Winnipeg Jets
- 1994-95 Jokerit Helsinky (Finsko)
- 1995-00 Anaheim Mighty Ducks
- 2001-03 San Jose Sharks
- 2003-04 Colorado Avalanche
- 2005-14 Anaheim Mighty Ducks

### Kanadské bodování Teemu Selänneho na ZOH
| Poř. | ZOH      | Branky | Přihrávky | Body |
| ---- | -------- | ------ | --------- | ---- |
| 1.   | ZOH 1992 | 7      | 4         | 11   |
| 2.   | ZOH 1998 | 4      | 6         | 10   |
| 3.   | ZOH 2002 | 3      | 0         | 3    |
| 4.   | ZOH 2006 | 6      | 5         | 11   |
| 5.   | ZOH 2010 | 0      | 2         | 2    |
| 6.   | ZOH 2014 | 4      | 2         | 6    |
|      | Celkem   | 24     | 19        | 43   |